# Wormaldia moselyi
Wormaldia moselyi là một loài Trichoptera trong họ Philopotamidae. Chúng phân bố ở miền Cổ bắc.